# لیگ آزادگان ۹۰–۱۳۸۹
لیگ آزادگان ۹۰–۱۳۸۹ بیستمین دوره مسابقات دسته اول فوتبال ایران (جام آزادگان) می‌باشد. که در سال‌های ۱۳۸۹ و ۱۳۹۰ برگزار شد. این بازیها از دوشنبه ۱ مهر ۱۳۸۹ آغاز شد.

## رویدادها

### شروع فصل
- سه تیم ابومسلم، استقلال اهواز و مقاومت سپاسی با سقوط از لیگ برتر ۸۹-۱۳۸۸ به دسته یک این فصل اضافه شدند.
- چهار تیم سپیدرود، نفت مسجد سلیمان، فولاد یزد و شهرداری یاسوج از دسته دو به دسته یک صعود کردند.
- امتیاز مهرکام پارس که در استان تهران مستقر بود به باشگاه فوتبال صنعت ساری در استان مازندران فروخته شد.
- تیم ماشین سازی تبریز در پایان فصل ۸۹-۱۳۸۸ لیگ دسته دوم در رده چهار گروه اول قرار گرفت و نتوانست به لیگ دسته یک صعود نماید اما با خرید امتیاز باشگاه فوتبال پتروشیمی تبریز توانست در فصل ۹۰-۱۳۸۹ دسته اول لیگ آزادگان بازی نماید.
- تیم شن‌سا اراک جایگزین تیم شهرداری اراک شد.[۱]
- تیم سپاهان نوین جایگزین فولاد نطنز شد.[۱][۲]

## تیم‌ها

### گروه اول
| باشگاه           | شهر      | ورزشگاه            | گنجایش | سرمربی            | فصل قبل                    |
| ---------------- | -------- | ------------------ | ------ | ----------------- | -------------------------- |
| داماش گیلان      | رشت      | دکتر عضدی          | ۲۰،۰۰۰ | مهدی دینورزاده    | دوم در گروه اول            |
| اتکا             | گرگان    | کریم آباد          | ۱۵،۰۰۰ | حسن غزل           | ششم در گروه اول            |
| فولاد نطنز       | نطنز     | صفائیه             | ۱۵،۰۰۰ | حسین چرخابی       | خرید امتیاز سپاهان نوین    |
| گل گهر           | سیرجان   | امام علی           | ۲،۰۰۰  | فرشاد پیوس        | دهم در گروه دو             |
| همیاری اراک      | اراک     | امام خمینی         | ۱۵،۰۰۰ | یعقوب وطنی        | خرید امتیاز شن‌سا اراک      |
| ماشین سازی       | تبریز    | باغ شمال           | ۲۰،۰۰۰ | ایوب ذوالفغاری    | خرید امتیاز پتروشیمی تبریز |
| مس رفسنجان       | رفسنجان  | نوش آباد           | ۱۰،۰۰۰ | اکبر زبردست       | پنجم در گروه اول           |
| مقاومت سپاسی     | شیراز    | حافظیه             | ۲۰،۰۰۰ | علی اصغر کلانتری  | شانزدهم لیگ برتر           |
| نفت اهواز        | اهواز    | تختی اهواز         | ۲۰،۰۰۰ | مجید باقرنیا      | دوم در دسته دوم            |
| پیام مشهد        | مشهد     | ثامن الائمه        | ۳۵،۰۰۰ | رمضان شکرین       | هشتم در گروه اول           |
| صنعتی کاوه       | تهران    | الیاف              | ۵،۰۰۰  | احمد خداداد       | نهم در گروه اول            |
| شهرداری بندرعباس | بندرعباس | تختی               | ۱۰،۰۰۰ | کارلوس فابیان لیب | هفتم در گروه اول           |
| شهرداری یاسوج    | یاسوج    | ورزشگاه تختی یاسوج | ۵،۰۰۰  | جمشید غدیری       | سوم در دسته دوم            |
| تربیت یزد        | یزد      | نصیری              | ۶،۰۰۰  | داوود مهابادی     | سوم در گروه اول            |

### گروه دوم
| باشگاه            | شهر      | ورزشگاه     | گنجایش | سرمربی          | فصل قبل                 |
| ----------------- | -------- | ----------- | ------ | --------------- | ----------------------- |
| ابومسلم           | مشهد     | ثامن الائمه | ۳۵،۰۰۰ | علی حنطه        | هفدهم لیگ برتر          |
| آلومینیوم هرمزگان | بندرعباس | تختی        | ۱۰،۰۰۰ | وینگو بگوویچ    | چهارم در گروه دو        |
| برق شیراز         | شیراز    | حافظیه      | ۲۰،۰۰۰ | مهدی دینورزاده  | سوم در گروه دو          |
| داماش ایرانیان    | دورود    | تختی        | ۱۰،۰۰۰ | جواد زرینچه     | یازدهم در گروه اول      |
| استقلال اهواز     | اهواز    | تختی        | ۱۵،۰۰۰ | رحیم فیروزی     | هجدهم لیگ برتر          |
| فولاد یزد         | یزد      | نصیری       | ۶،۰۰۰  | ادموند یونانپور | چهارم در دسته دوم       |
| گسترش فولاد       | تبریز    | باغ شمال    | ۲۰،۰۰۰ | فیروز کریمی     | هشتم در گروه دو         |
| ایرانجوان         | بوشهر    | شهید بهشتی  | ۱۵،۰۰۰ | ناصر ابراهیمی   | دهم در گروه اول         |
| مس سرچشمه         | سرچشمه   | شهید زینعلی | ۱۰،۰۰۰ | اصغر شرفی       | پنجم در گروه دو         |
| نساجی             | قائم شهر | وطنی        | ۱۵،۰۰۰ | یحیی گل محمدی   | هفتم در گروه دو         |
| پیام مخابرات      | شیراز    | حافظیه      | ۲۰،۰۰۰ | محمد عباسی      | دوازدهم در گروه اول     |
| صنعت ساری         | ساری     | شهدا        | ۱۵،۰۰۰ | محمود سورچی     | خرید امتیاز مهرکام پارس |
| سپیدرود رشت       | رشت      | دکتر عضدی   | ۲۰،۰۰۰ | فرهاد حسین پور  | اول در دسته دوم         |
| شیرین‌فراز         | کرمانشاه | آزادی       | ۷،۰۰۰  | مجید آقاجاری    | ششم در گروه دو          |

## تغییرات
| تیم            | مربی خارج شده    | دلیل خروج     | تاریخ برکناری  | وضعیت در جدول | مربی جدید          | تاریخ انتصاب   |
| -------------- | ---------------- | ------------- | -------------- | ------------- | ------------------ | -------------- |
| داماش          | ماریجان پوسنیک   | اخراج         | ۹ نوامبر ۲۰۱۰  | ۱۴            | افشین ناظمی        | ۷ دسامبر ۲۰۱۰  |
| برق            | مهدی دینورزاده   | استعفا        | ۳۰ اکتبر ۲۰۱۰  |               | علی‌رضا امامی‌فر     | ۳۰ اکتبر ۲۰۱۰  |
| داماش          | افشین ناظمی      | پایان سرپرستی | ۷ دسامبر ۲۰۱۰  |               | مهدی دینورزاده     | ۷ دسامبر ۲۰۱۰  |
| استقلال اهواز  | علی حنطه         | استعفا        | دسامبر ۲۰۱۰    |               | نادر دست‌نشان       | دسامبر ۲۰۱۰    |
| شهرداری اراک   | یعقوب وطنی       | اخراج         | ۲۸ دسامبر ۲۰۱۰ | ۱۲            | ناصر پورمهدی       | ۲۸ دسامبر ۲۰۱۰ |
| برق            | علی‌رضا امامی‌فر   | اخراج         | ۷ ژانویه ۲۰۱۱  |               | حسین حسین زاده     | ۸ ژانویه ۲۰۱۱  |
| راهیان         | مجید آقاجری      | اخراج         | ۱۷ ژانویه ۲۰۱۱ | ۱۴            | هادی برگی‌زر        | ۲۱ ژانویه ۲۰۱۱ |
| ایرانجوان      | اصغر شرفی        | استعفا        | ۲۲ ژانویه ۲۰۱۱ | ۳             | محمد عباسی         | ۲۳ ژانویه ۲۰۱۱ |
| پیام مخابرات   | محمد عباسی       | استعفا        | ۲۲ ژانویه ۲۰۱۱ | ۱۲            | اصغر اکبری         | ۲۰۱۱           |
| کاوه           | جواد زرینچه      | توافقی        | فوریه ۲۰۱۱     | ۳             | فرهاد کاظمی        | ۱۱ فوریه ۲۰۱۱  |
| گهر دورود      | دارکو درازیک     | اخراج         | ۱۳ فوریه ۲۰۱۱  | ۱۲            | جواد زرینچه        | ۱۴ فوریه ۲۰۱۱  |
| نفت مسجدسلیمان | مجید باقرینیا    | استعفا        | ۱۵ فوریه ۲۰۱۱  | ۸             | سیامک بختیاری زاده | ۱۵ فوریه ۲۰۱۱  |
| پیام مشهد      | عباس چمنیان      | توافقی        | ۲۰ فوریه ۲۰۱۱  | ۱۱            | رمضان شکرین        | ۲۰ فوریه ۲۰۱۱  |
| ابومسلم        | سید کاظم غیاثیان | استعفا        | فوریه ۲۰۱۱     | ۳             | علی حنطه           | ۲۰ فوریه ۲۰۱۱  |
| راهیان         | هادی برگی‌زر      | استعفا        | ۶ مارس ۲۰۱۱    | ۸             | محمدرضا مهاجری     | ۷ مارس ۲۰۱۱    |
| تربیت یزد      | داوود مهابادی    | استعفا        | ۷ مارس ۲۰۱۱    | ۱۰            | هادی برگی‌زر        | ۷ مارس ۲۰۱۱    |
| کاوه           | فرهاد کاظمی      | استعفا        | ۷ مارس ۲۰۱۱۱   | ۵             | علی نیکبخت         | ۱۰ مارس ۲۰۱۱   |
| استقلال اهواز  | افشین کمائی      | اخراج         | ۸ می ۲۰۱۱      | ۱۱            | بهمن روشنایی       | ۸ می ۲۰۱۱      |

## جدول رده بندی

### گروه (۱)
آخرین به روز رسانی جدول ۶ خرداد ۱۳۹۰
منبع: http://www.varzesh3.com/
نحوه قرار گرفتن در جدول:1st امتیاز؛ 2nd تفاضل گل؛ 3rd گل زده.
# = رتبه در جدول؛ بازی = تعداد بازی؛ برد = بازیهای برده؛ مساوی = بازیهای مساوی؛ باخت = بازیهای باخته؛ زده = گل زده؛ خورده = گل خورده؛ تفاضل = تفاضل گل؛ امتیاز = امتیاز گرفته؛
(ق) = قهرمان؛ (س) = سقوط کرده؛ (ص) = صعود به رده بالاتر؛ (پ) = رفتن به پلی آف؛ (۱/۴) = رفتن به ۱/۴

### گروه (۲)
آخرین به روز رسانی جدول ۶ خرداد ۱۳۹۰
منبع: http://www.varzesh3.com/
نحوه قرار گرفتن در جدول:1st امتیاز؛ 2nd تفاضل گل؛ 3rd گل زده.
# = رتبه در جدول؛ بازی = تعداد بازی؛ برد = بازیهای برده؛ مساوی = بازیهای مساوی؛ باخت = بازیهای باخته؛ زده = گل زده؛ خورده = گل خورده؛ تفاضل = تفاضل گل؛ امتیاز = امتیاز گرفته؛
(ق) = قهرمان؛ (س) = سقوط کرده؛ (ص) = صعود به رده بالاتر؛ (پ) = رفتن به پلی آف؛ (۱/۴) = رفتن به ۱/۴

## بازی‌ها

### گروه اول
| ميزبان / ميهمان۱ | دام | تکا | نطن | گهر | همی | ماش | مس.ر | مقا | نفت.م.س | پیا | صنع | عبا | شیا | ترب |
| داماش گیلان      |     | ۱–۰ | ۱–۱ | ۲–۱ | ۲–۰ | ۱–۱ | ۴–۱  | ۳–۲ | ۳–۱     | ۳–۰ | ۳–۱ | ۱–۰ | ۴–۳ | ۱–۱ |
| اتکا             | ۱–۰ |     | ۳–۱ | ۱–۰ | ۴–۱ | ۱–۱ | ۱–۱  | ۱–۲ | ۲–۱     | ۱–۰ | ۱–۰ | ۳–۱ | ۰–۰ | ۳–۰ |
| فولاد نطنز       | ۱–۱ | ۰–۰ |     | ۱–۲ | ۲–۰ | ۱–۱ | ۰–۰  | ۰–۰ | ۳–۵     | ۱–۲ | ۱–۰ | ۱–۱ | ۱–۰ | ۲–۱ |
| گل گهر           | ۰–۰ | ۱–۰ | ۴–۱ |     | ۱–۲ | ۰–۱ | ۴–۰  | ۱–۰ | ۱–۱     | ۳–۳ | ۱–۱ | ۱–۰ | ۱–۰ | ۱–۱ |
| همیاری اراک      | ۱–۲ | ۲–۱ | ۱–۴ | ۰–۰ |     | ۱–۱ | ۱–۰  | ۱–۰ | ۰–۱     | ۱–۰ | ۲–۱ | ۰–۰ | ۱–۲ | ۰–۰ |
| ماشین سازی       | ۲–۳ | ۳–۲ | ۲–۲ | ۱–۱ | ۱–۱ |     | ۱–۲  | ۱–۱ | ۲–۲     | ۱–۰ | ۱–۲ | ۱–۲ | ۱–۰ | ۲–۰ |
| مس رفسنجان       | ۲–۰ | ۰–۰ | ۲–۱ | ۲–۰ | ۰–۱ | ۱–۰ |      | ۱–۲ | ۱–۰     | ۰–۲ | ۴–۰ | ۰–۰ | ۱–۰ | ۰–۰ |
| مقاومت سپاسی     | ۰–۱ | ۱–۰ | ۱–۰ | ۲–۰ | ۰–۱ | ۱–۰ | ۲–۱  |     | ۱–۰     | ۱–۰ | ۰–۰ | ۱–۰ | ۱–۱ | ۳–۰ |
| نفت مسجدسلیمان   | ۲–۲ | ۳–۱ | ۲–۱ | ۱–۱ | ۲–۱ | ۳–۱ | ۰–۰  | ۱–۰ |         | ۳–۳ | ۱–۲ | ۱–۰ | ۰–۰ | ۰–۰ |
| پیام مشهد        | ۱–۰ | ۳–۰ | ۰–۱ | ۰–۲ | ۱–۱ | ۰–۱ | ۲–۰  | ۲–۱ | ۲–۰     |     | ۲–۱ | ۱–۱ | ۲–۰ | ۰–۰ |
| صنعتی کاوه       | ۱–۱ | ۲–۱ | ۱–۱ | ۲–۲ | ۲–۱ | ۰–۱ | ۱–۱  | ۰–۰ | ۰–۰     | ۱–۰ |     | ۰–۱ | ۳–۰ | ۱–۱ |
| شهرداری بندرعباس | ۱–۰ | ۲–۲ | ۴–۳ | ۰–۰ | ۱–۰ | ۳–۰ | ۲–۰  | ۰–۱ | ۱–۱     | ۲–۱ | ۱–۳ |     | ۲–۱ | ۱–۱ |
| شهرداری یاسوج    | ۰–۰ | ۱–۰ | ۲–۰ | ۲–۰ | ۰–۰ | ۳–۰ | ۱–۰  | ۲–۱ | ۳–۱     | ۲–۱ | ۲–۲ | ۱–۰ |     | ۲–۱ |
| تربیت یزد        | ۰–۰ | ۱–۱ | ۰–۰ | ۳–۱ | ۰–۰ | ۲–۲ | ۰–۰  | ۱–۰ | ۱–۰     | ۲–۱ | ۳–۰ | ۲–۰ | ۳–۰ |     |

منبع: http://www.iplstats.com/
۱تیمهای میزبان در جدول عمودی و میهمان در جدول افقی.
رنگ ها: آبی = برد در خانه خود; زرد = مساوی; قرمز = باخت در خانه خود.
تاریخچه: تاریخچه بازی های قبلی دو تیم .

### گروه دوم
| ميزبان / ميهمان۱  | ابو | آلو | برق | دام | اس ا | فوی | گست | ایر | سرچ | نسا | پیا | صسا | سپی | شیر |
| ابومسلم           |     | ۰–۰ | ۱–۱ | ۱–۰ | ۱–۰  | ۳–۱ | ۳–۰ | ۱–۰ | ۱–۰ | ۱–۰ | ۱–۰ | ۱–۱ | ۳–۰ | ۱–۲ |
| آلومینیوم هرمزگان | ۱–۰ |     | ۲–۰ | ۱–۱ | ۱–۰  | ۲–۱ | ۱–۲ | ۲–۱ | ۱–۰ | ۱–۰ | ۱–۰ | ۰–۰ | ۳–۰ | ۱–۰ |
| برق شیراز         | ۲–۱ | ۰–۱ |     | ۰–۰ | ۴–۱  | ۲–۰ | ۰–۱ | ۱–۰ | ۰–۰ | ۱–۰ | ۰–۲ | ۱–۰ | ۱–۱ | ۰–۰ |
| داماش لرستان      | ۰–۰ | ۲–۱ | ۲–۱ |     | ۰–۱  | ۲–۳ | ۰–۰ | ۰–۱ | ۰–۲ | ۲–۱ | ۱–۰ | ۳–۰ | ۲–۱ | ۰–۱ |
| استقلال اهواز     | ۱–۲ | ۲–۲ | ۲–۳ | ۳–۲ |      | ۰–۱ | ۱–۰ | ۲–۱ | ۱–۳ | ۰–۰ | ۰–۳ | ۰–۱ | ۲–۱ | ۰–۱ |
| فولاد یزد         | ۱–۰ | ۱–۱ | ۱–۱ | ۰–۰ | ۱–۰  |     | ۱–۲ | ۱–۱ | ۱–۰ | ۰–۲ | ۱–۲ | ۱–۲ | ۲–۰ | ۰–۱ |
| گسترش فولاد       | ۱–۰ | ۲–۱ | ۲–۱ | ۲–۱ | ۲–۱  | ۲–۱ |     | ۰–۱ | ۰–۰ | ۱–۱ | ۱–۰ | ۳–۱ | ۱–۰ | ۱–۱ |
| ایرانجوان         | ۱–۲ | ۴–۰ | ۱–۱ | ۲–۲ | ۰–۰  | ۴–۱ | ۰–۰ |     | ۱–۰ | ۰–۱ | ۱–۱ | ۰–۰ | ۳–۰ | ۲–۲ |
| مس سرچشمه         | ۱–۱ | ۱–۱ | ۱–۱ | ۲–۱ | ۱–۰  | ۰–۱ | ۱–۰ | ۳–۰ |     | ۳–۰ | ۱–۰ | ۴–۰ | ۲–۰ | ۲–۰ |
| نساجی مازندران    | ۳–۰ | ۱–۱ | ۱–۱ | ۲–۰ | ۱–۱  | ۴–۱ | ۰–۰ | ۳–۰ | ۱–۱ |     | ۴–۰ | ۱–۰ | ۳–۰ | ۲–۰ |
| پیام مخابرات      | ۱–۱ | ۰–۰ | ۰–۰ | ۱–۱ | ۰–۰  | ۳–۱ | ۱–۲ | ۰–۰ | ۰–۱ | ۱–۱ |     | ۰–۱ | ۰–۰ | ۰–۰ |
| صنعت ساری         | ۲–۲ | ۱–۱ | ۱–۰ | ۱–۰ | ۱–۰  | ۰–۰ | ۲–۱ | ۰–۲ | ۱–۲ | ۱–۰ | ۱–۱ |     | ۰–۰ | ۰–۰ |
| سپیدرود           | ۱–۱ | ۰–۱ | ۳–۱ | ۱–۰ | ۱–۱  | ۴–۱ | ۰–۱ | ۳–۲ | ۰–۲ | ۱–۲ | ۲–۲ | ۱–۱ |     | ۰–۰ |
| شیرین‌فراز         | ۰–۰ | ۰–۲ | ۱–۱ | ۱–۰ | ۰–۱  | ۰–۰ | ۳–۱ | ۰–۱ | ۲–۱ | ۰–۰ | ۰–۲ | ۰–۰ | ۲–۱ |     |

منبع: http://www.iplstats.com/
۱تیمهای میزبان در جدول عمودی و میهمان در جدول افقی.
رنگ ها: آبی = برد در خانه خود; زرد = مساوی; قرمز = باخت در خانه خود.
تاریخچه: تاریخچه بازی های قبلی دو تیم .

## قهرمان
باشگاه داماش گیلان بعد از امتناع باشگاه فوتبال مس سرچشمه برای تعیین قهرمان لیگ آزادگان به عنوان قهرمان  لیگ آزادگان در فصل ۹۰-۱۳۸۹ معرفی شد.

## پلی آف
مقاومت سپاسی با برتری در مجموع دو بازی به لیگ برتر صعود کرد.
| تیم ۱        | نتیجه نهایی | تیم ۲             | بازی رفت | بازی برگشت |
| ------------ | ----------- | ----------------- | -------- | ---------- |
| مقاومت سپاسی | ۰-۶         | آلومینیوم هرمزگان | ۰-۲      | ۰-۴        |

### بازی رفت
| مقاومت سپاسی                           | ۲ – ۰ | آلومینیوم هرمزگان |
| -------------------------------------- | ----- | ----------------- |
| محمدرضا پورمحمد ۳۷' · امین شجاعیان ۷۴' |       |                   |

### بازی برگشت
| آلومینیوم هرمزگان | ۰ – ۴ | مقاومت سپاسی                                                   |
| ----------------- | ----- | -------------------------------------------------------------- |
|                   |       | محمدرضا پورمحمد ۳۰'، ۵۰' · امین شجاعیان ۷۳' · ایوب کلانتری ۷۷' |